# Goldberger Leó

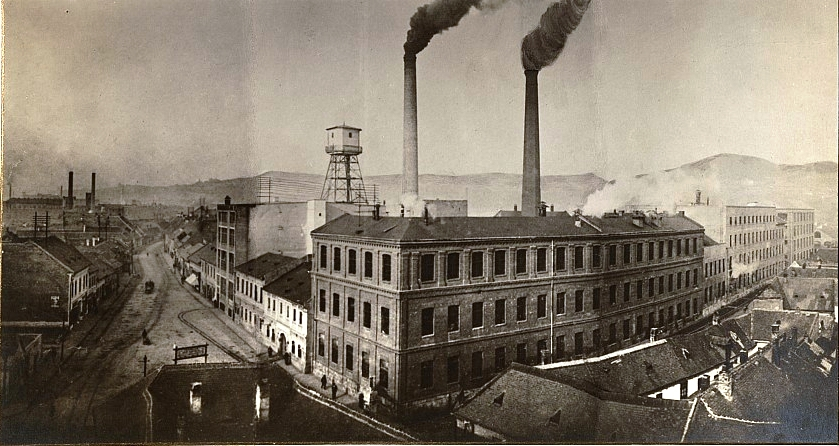
A Goldberger-textilgyár 1908-ban

Goldberger Leó, felvett nevén dr. Buday-Goldberger Leó (Budapest, 1878. május 2. – Mauthausen, 1945. május 5.) a magyar textilipar egyik nevezetes alakja, aki a 20. század első évtizedeiben igen nagy szerepet vállalt annak korszerűsítésében. Az 1785-ben alapított Goldberger-gyár elnök-vezérigazgatója, a Gyáriparosok Országos Szövetségének (GYOSZ) igazgatója, a Magyar Textilgyárosok Országos Egyesületének elnöke, a Magyar Külkereskedelmi Intézet igazgatósági tagja, a Magyar Nemzeti Bank főtanácsosa, 1935-től felsőházi tag. 1944. március 19-én, Magyarország német megszállásának napján a Gestapo elfogta és koncentrációs táborba hurcolta; pár nappal a mauthauseni tábor felszabadulása után ott halt meg.

## A Goldberger család története[2][3]
A Goldberger család Perec nevű őse aranyműves volt, aki a családi hagyomány szerint az itáliai Padovából vagy Velencéből, más feltételezés szerint Morvaországból vándorolt Magyarországra, és Óbudán telepedett le. Fia, Goldberg Ferenc – aki a 19. század elején változtatta nevét Goldbergerre – már itt született, 1755-ben. Fiatal korában textiltermékekkel kereskedett, majd egy kékfestővel, a cseh Stibrall mesterrel társulva 1785-ben kékfestő üzemet alapított a mai Lajos utcában, abban az épületben, ahol ma a budapesti Textilmúzeum található. Így kezdődött a Goldberger Textilgyár története. Termékeik hamar igen népszerűvé váltak. Pesten raktárt és üzletet tartott fenn, az utóbbiban – a Nemzeti Színház és a Pilvax-kávéház után elsőként – bevezette a gázvilágítást (tömlőben tárolt gázzal táplálva az égőket). 1800-ban nagykereskedést is nyitott, ahol elsősorban saját termékeit forgalmazta. Később megvette a családi lakóház és műhely mellett álló két házat is, és a mögöttük levő területen bővítette az üzemet.
Goldberger Ferencet a fia, Goldberger Sámuel (1784–1848) követte az üzlet élén. Ő gyakorlatilag már 1810 óta a gyártással, míg apja a termékek értékesítésével foglalkozott. 1845-ben megvásárolt egy perrotine-gépet, az akkori kor legmodernebb textilnyomógépét.
Goldbergerék támogatták az 1848–49-es forradalmat és szabadságharcot: részt vettek a honvédség egyenruhákkal való ellátásában. Emiatt a szabadságharc leverése után nagy összegű hadisarcot kellett fizetniük, és termékeik jelentős részét be kellett szolgáltatniuk.
Goldberger Sámuel elhunytával felesége, Adler Erzsébet vette át a gyár irányítását, amely hamar talpra állt, és 1854-ben ismét jogot kapott a nagykereskedelmi tevékenységre. Az özvegy 1861-ben visszavonult (1869-ben halt meg), és fiainak adta át a céget. 1857-ben a Pest-Budára látogató Ferenc József is felkereste a gyárat, annak jeléül, hogy „megbocsátott” a cégnek a szabadságharc idején tanúsított magatartásáért. A család 1867-ben nemesi címet kapott, ekkor vehették fel a "budai" előnevet. A család egyes tagjai az 1900-as évektől kezdődően gyakran y-nal "buday"-ként használták nemesi előnevüket, Goldberger Leó pedig "Buday-Goldberger"-re változtatta a nevét.
1870-től Goldberger Károly irányította a vállalatot. Tőle 1876-ban legidősebb fia, Goldberger Berthold vette át a vezetést, aki haláláig, 1913-ig állt a cég élén. Ebben az időszakban rendezkedtek be az akkorra már elavult perrotine nyomógépek helyett a hengernyomógépek használatára, és termékeikkel jelentős piaci sikereket értek el itthon és külföldön egyaránt. 1905-ben az addig közkereseti társaságként működő céget Goldberger Sám. és F. Rt. néven részvénytársasággá alakították. (A „Sám.” és az „F.” rövidítés a nagy elődökre, Sámuelre és Ferencre utalt.)

## Goldberger Leó életpályája[3]
Goldberger Leó Berthold második fiaként született 1878. május 2-án. Budapesten és Bécsben jogi végzettséget szerzett, és bekapcsolódott a cég vezetésébe. Ügyvezető igazgató, vezérigazgató, majd apja halála után alelnök és egyben vezérigazgató volt. 1920-tól lett a vállalat elnök-vezérigazgatója.
A vállalat az első világháború idején a hadsereg szállítója volt. A nyersanyag-ellátási gondok miatt Goldberger Leó ekkor már foglalkozott azzal a gondolattal, hogy a szövetkikészítéssel és -nyomással foglalkozó gyár mellett saját fonó- és szövőgyárat alapít, de erre csak a háború befejeztével, 1923-ban nyílt lehetőség. Ekkor építették fel – részben külföldi befektetők közreműködésével – Kelenföldön a szövödét, majd 1927-ben ezt kiegészítve a fonodát is. (Ez a gyár később Kelenföldi Textilgyár – KELTEX – néven működött.) 1930-ban selyemszövödét, 1932-ben vigonyfonodát is létesítettek itt.
A cég 1922-ben megvásárolta a Budapest belvárosában, a mai Arany János utcában addig bérelt irodaházat, itt rendezve be a központi irodákat, és a készáruraktár jelentős részét. (Az épület ma is áll, rajta a „Goldberger” felirat most is olvasható. Jelenleg a Közép-európai Egyetem egy részlegének, a Blinken OSA Archivumnak ad helyet.)
Goldberger Leó számos újdonságot vezetett be. Azonnal felismerte a század elején megjelent rézoxid műselyem jelentőségét, amelyből a természetes selyemhez hasonló fényes, puha szövetek voltak készíthetők. 1919-ben ezek felhasználásával megkezdte „Parisette” márkanevű termékeinek (ruha-, blúz- és fehérnemű-anyagainak) gyártását, amihez megszerezte a kikészítés kizárólagos jogát a német Bemberg cégtől. Az 1930-as években bevezette a filmnyomást, és a szintetikus indigó színezék használatát. A ’30-as évek világgazdasági válságát viszonylag jól vészelték át. A cég 1934-től külföldön (Angliában, Belgiumban, Olaszországban, Franciaországban, az USA-ban, Kanadában, Ausztráliában és másutt, még ázsiai és afrikai országokban is) több leányvállalatot alapított gyártmányai értékesítésére, és több kisebb hazai kereskedelmi vállalatot is bekebelezett. 1938–1939-ben érték el a csúcspontot: több világkiállításon kaptak díjakat, kitüntetéseket, a „Parisette” szövetekkel pedig hatalmas sikereket arattak.
Goldberger Leó 1934-től Szentendrén lakott, az Ábrányi-villában.

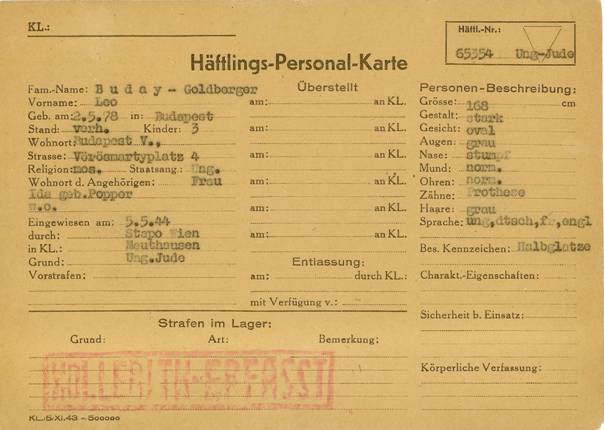
Személyi kártyája a Mauthauseni koncentrációs táborba érkezésekor

A második világháború alatt a vállalat tengerentúli kapcsolatai megszakadtak, ezzel szemben megerősítették az összeköttetést Törökországgal és balkáni országokkal, ahonnan készáru fejében nyersanyaghoz jutottak. Goldberger a háború ellenére tovább fejlesztette gyárát: új gépeket, licenceket vásárolt, és új üzemet rendezett be egy pótanyag (a kotonin) feldolgozására.
Goldberger Leó a maga korának jól ismert és nagyrabecsült személyisége volt. Kapcsolatot tartott írókkal, tudósokkal, színészekkel; különböző szakmai és társadalmi egyesületekkel, jótékonysági intézményekkel, amelyek közül többnek a vezetőségében is szerepet kapott. 1937-ben az ő anyagi támogatásával jött létre a Magyar Királyi József Nádor Műszaki és Gazdaságtudományi Egyetem textilkémia tanszéke. Tagja volt a felsőháznak is. A második zsidótörvény (1939) életbe lépése után külön engedélyt kapott az iparügyi minisztertől, hogy megtartsa elnök-vezérigazgatói beosztását. Jó kapcsolatokat ápolt Horthy Miklóssal és családjával is. Mindez azonban nem mentette meg attól, hogy a Gestapo 1944. március 19-én, az ország német megszállásának első napján le ne tartóztassa, és Mauthausenbe ne hurcolja. Bár megérte a tábor felszabadulását, 1945. május 5-én éhhalál következtében elhunyt.

## A Goldberger-gyár Goldberger Leó után

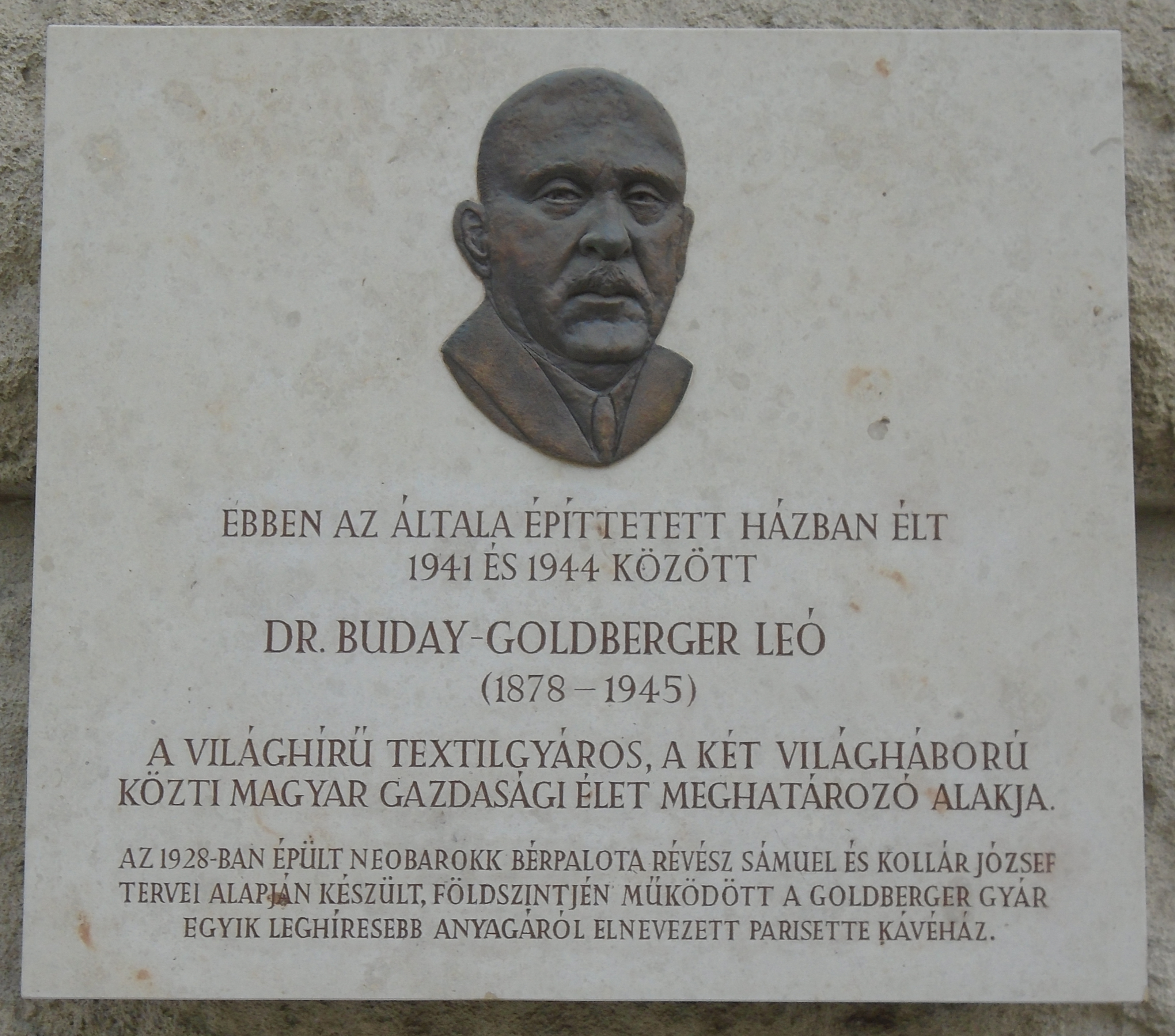
Emléktáblája Budapest V. kerületében

1944 áprilisában a hatóságok elrendelték a nagy gyárak leszerelését, berendezéseinek Nyugatra szállítását, és ez a Goldberger-gyárra is vonatkozott. A vállalat azonban nem hajtotta végre ezt a rendeletet, és tovább folytatta a termelést, bár erősen csökkentett mértékben. A bombázások miatt és exportpiacaik elvesztése folytán jelentős károkat szenvedtek, de a termelés a háború után, nagy nehézségek árán mégis újraindulhatott.
Goldberger Leóné az igazgatóság elnökeként Burg Mihályra, a család egyik tagjára bízta a cég vezetését, majd 1945-ben a koncentrációs táborból visszatért Goldberger Antal vette át a vezérigazgatói munkakört. A vállalatot 1948. március 26-án Goldberger Textilművek és Kereskedelmi Rt. néven államosították, majd 1949. szeptember 13-án nemzeti vállalattá alakult, amibe néhány más textilgyárat is beolvasztottak. Az 1949–1950-ben végrehajtott átszervezések során két részre osztották: a kelenföldi gyárból létrehozták a Kelenföldi Textilkombinát Nemzeti Vállalatot, az óbudaiból pedig a Goldberger Textilnyomó és Kikészítő Nemzeti Vállalatot. 1963-ban a textiliparban ismét nagy átszervezések történtek, aminek során számos pamutipari vállalatból létrehozták a BUDAPRINT Pamutnyomóipari Vállalatot ("Panyova"), amelynek központja a volt Goldberger-gyár maradt. 1989-ben azonban a BUDAPRINT tönkrement, ellene és benne a korábban már részvénytársasággá alakított BUDAPRINT Goldberger Textilművek Rt. ellen felszámolási eljárás indult, ami 1997-ben fejeződött be. Ezzel a több mint 200 éves cég megszűnt.

## A Goldberger-ház
Az Arany János utca 1885-ben kapta nevét, előtte Országút, Felső út, majd Főút volt. Lipótváros a XIX. század elején kezdett beépülni, és az 1830-as években már klasszicista házak álltak itt. A Goldberger-ház 1830-as években épült, 1892-ben üzleteket alakítottak ki benne, majd 1909-ben lebontották, hogy a Goldberger Sámuel és Fiai Rt. számára irodaház  és nagykereskedelmi üzlethelyiség épüljön. Az premodern stílusú házat Jónás Dávid és Jónás Zsigmond tervezte, és 1910–1911 között épült meg.
A ház homlokzata jellegzetes, keleti ihletésű pilaszterekkel, a tetőn rozettákkal és „Goldberger” felirattal. A tervek között szerepelt egy szecessziós változat is. 1922-ben a Golderger Sámuel és Fiai Rt. megvásárolta az épületet, amelyben több mint 120-an dolgoztak. A második világháborúban kisebb sérüléseket szenvedett.
A gyár államosítása után 1948-ban a Röviköt (majd Centriköt) textilipari raktár lett. 1981-től a rendszerváltásig devizáért árusító üzletház (dollárbolt) működött benne, majd a rendszerváltás után üresen állt. Jelenleg a Blinken OSA Archivum található az épületben, amely részben visszaállította az eredeti állapotokat. A belső udvart fedő üvegtető szinte változatlan maradt az évek során.

## Művei
- "Felfedeztem Amerikát". Budapest. 1937.